# Macaca maura
Macaca maura е вид бозайник от семейство Коткоподобни маймуни (Cercopithecidae). Видът е застрашен от изчезване.

## Разпространение
Разпространен е в Индонезия (Сулавеси).